# Liste des sites Natura 2000 des Côtes-d'Armor
Cet article recense les sites Natura 2000 des Côtes-d'Armor, en France.

## Statistiques
Les Côtes-d'Armor compte 20 sites classés Natura 2000. 15 bénéficient d'un classement comme site d'intérêt communautaire (SIC), 5 comme zone de protection spéciale (ZPS).

## Liste
| Site                                                                           | Type | Superficie (ha) | Fiche     | Coordonnées                        | Photo |
| ------------------------------------------------------------------------------ | ---- | --------------- | --------- | ---------------------------------- | ----- |
| Baie de Lancieux, baie de l'Arguenon, archipel de Saint-Malo et Dinard         | SIC  | +05 149,        | FR5300012 | 48° 38′ 05″ nord, 2° 10′ 04″ ouest |       |
| Baie de Saint-Brieuc Est                                                       | SIC  | +14 391,        | FR5300066 | 48° 31′ 55″ nord, 2° 38′ 58″ ouest |       |
| Cap d'Erquy-Cap Fréhel                                                         | SIC  | +55 870,        | FR5300011 | 48° 39′ 18″ nord, 2° 21′ 54″ ouest |       |
| Complexe de l'est des Montagnes Noires                                         | SIC  | +01 404,        | FR5300003 | 48° 12′ 01″ nord, 3° 30′ 37″ ouest |       |
| Côte de granit rose-Sept-Îles                                                  | SIC  | +72 232,        | FR5300009 | 48° 51′ 38″ nord, 3° 29′ 17″ ouest |       |
| Douron                                                                         | SIC  | +02 908,        | FR5300004 | 48° 34′ 50″ nord, 3° 38′ 41″ ouest |       |
| Ellé                                                                           | SIC  | +02 103,        | FR5300006 | 48° 00′ 58″ nord, 3° 27′ 58″ ouest |       |
| Estuaire de la Rance                                                           | SIC  | +02 788,        | FR5300061 | 48° 33′ 32″ nord, 1° 58′ 03″ ouest |       |
| Étang du Moulin Neuf                                                           | SIC  | +00046,         | FR5300062 | 48° 33′ 42″ nord, 3° 33′ 51″ ouest |       |
| Forêt de Lorge, landes de Lanfains, cime de Kerchouan                          | SIC  | +00507,         | FR5300037 | 48° 20′ 59″ nord, 2° 50′ 01″ ouest |       |
| Forêt de Quénécan, vallée du Poulancre, landes de Liscuis et gorges du Daoulas | SIC  | +00922,         | FR5300035 | 48° 13′ 18″ nord, 3° 07′ 14″ ouest |       |
| Landes de la Poterie                                                           | SIC  | +00060,         | FR5300036 | 48° 28′ 59″ nord, 2° 27′ 55″ ouest |       |
| Léguer, forêts de Beffou, Coat-an-Noz et Coat-an-Hay                           | SIC  | +01 841,        | FR5300008 | 48° 35′ nord, 3° 26′ ouest         |       |
| Têtes de bassin du Blavet et de l'Hyères                                       | SIC  | +01 509,        | FR5300007 | 48° 21′ 32″ nord, 3° 15′ 12″ ouest |       |
| Trégor-Goëlo                                                                   | SIC  | +91 228,        | FR5300010 | 48° 51′ 46″ nord, 3° 02′ 31″ ouest |       |
| Baie de Saint-Brieuc Est                                                       | ZPS  | +13 487,        | FR5310050 | 48° 31′ 55″ nord, 2° 38′ 58″ ouest |       |
| Cap d'Erquy-Cap Fréhel                                                         | ZPS  | +40 434,        | FR5310095 | 48° 40′ 00″ nord, 2° 18′ 00″ ouest |       |
| Côte de granit rose-Sept-Îles                                                  | ZPS  | +69 602,        | FR5310011 | 48° 53′ 00″ nord, 3° 28′ 00″ ouest |       |
| Îles de la Colombière, de la Nellière et des Haches                            | ZPS  | +01 696,        | FR5310052 | 48° 37′ 45″ nord, 2° 11′ 45″ ouest |       |
| Trégor-Goëlo                                                                   | ZPS  | +91 438,        | FR5310070 | 48° 53′ 00″ nord, 3° 06′ 00″ ouest |       |